# Uherčice (district de Břeclav)
Pour les articles homonymes, voir Uherčice.
Uherčice (en allemand : Auertschitz) est une commune du district de Břeclav, dans la région de Moravie-du-Sud, en République tchèque. Sa population s'élevait à 1 056 habitants en 2020.

## Géographie
Uherčice est arrosée par la Svratka et se trouve à 7 km à l'ouest-nord-ouest de Hustopeče, à 26 km au sud de Brno, à 30 km au nord-ouest de Břeclav et à 203 km au sud-est de Prague.
La commune est limitée par Nosislav au nord, par Velké Němčice et Starovice à l'est, par Popice au sud, et par Pouzdřany, Vranovice et Přísnotice à l'ouest.

## Histoire
La première mention écrite de la localité date de 1220 sous le nom de Uhricic.